# 1600-ті до н. е.

## Події
Хетти захоплюють Халап та руйнують Еблу, розпад царства Ямхад.

## Правителі
- "Великий гіксос" Хіан, XV династія єгипетських фараонів;
- Цар хеттів Мурсілі І;
- Цар Вавилону Самсу-дітана.